# 플런케츠강
플런케츠강은 미국 펜실베이니아주의 라이커밍과 설리번 카운티에 있는 로열사크강과 지류하는 약 6.2 마일 (10.0 km) 길이의 강이다.  두 개의 비법인지구와 작은 마을 하나가 해당 지류에 속한다. 이 강은 체서피크만에서 웨스트 브랜치 수스케한나에 있는 수스케한나강과 로열사크강으로 빠져나가는 유역과 합쳐진다.